# Die große Stille

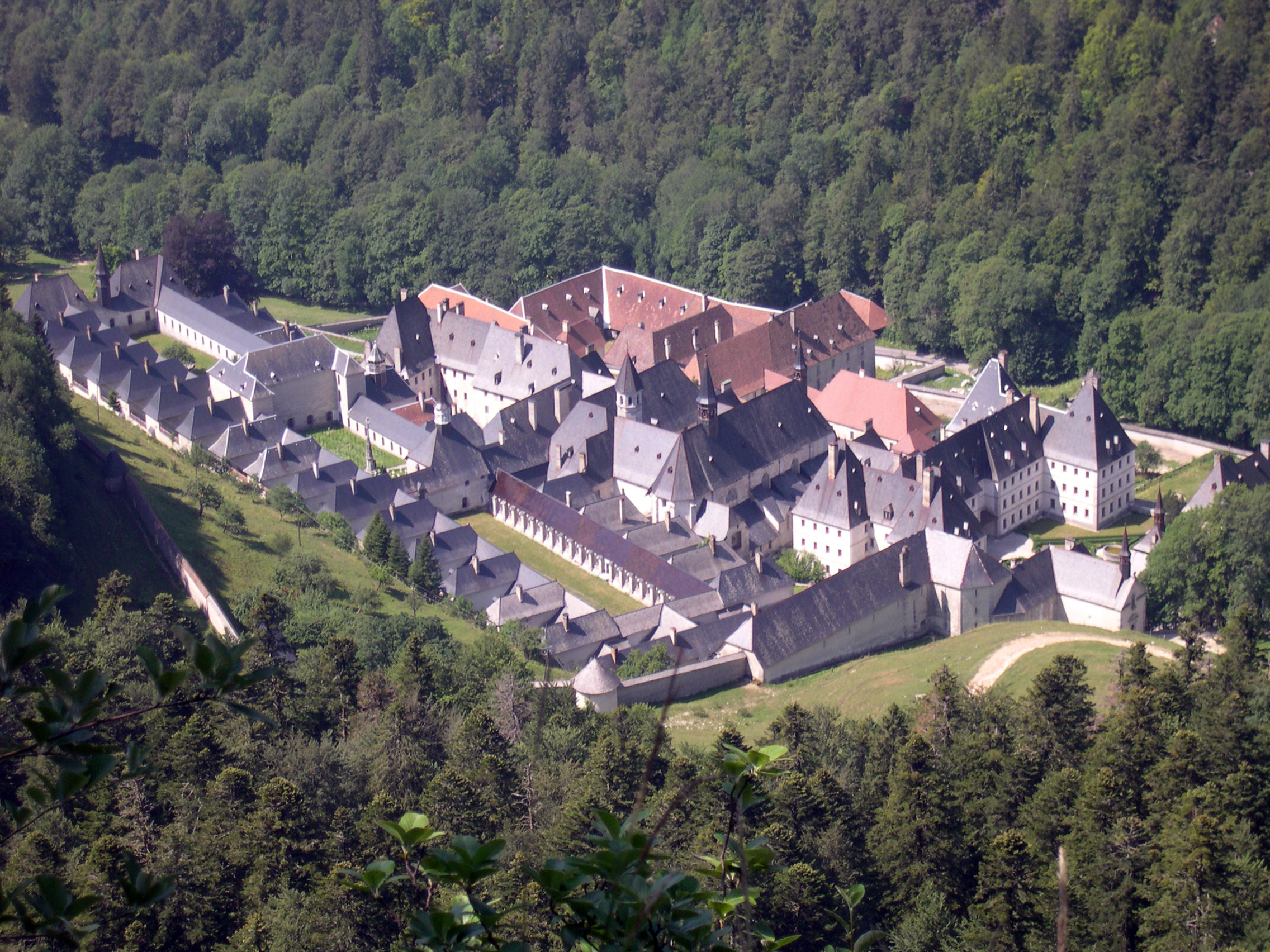
Die Große Kartause, Drehort des Films

Die große Stille ist ein Dokumentarfilm des deutschen Regisseurs Philip Gröning aus dem Jahr 2005. Der Film lief als deutscher Beitrag – außer Konkurrenz – im selben Jahr auf dem Festival in Venedig und erhielt in der Folge mehrere Auszeichnungen. Die Premiere in Deutschland fand am 10. November 2005 statt.

## Inhalt
Der Film zeigt das Leben der Mönche in der Grande Chartreuse, dem Mutterkloster des Kartäuserordens, das in einer einsamen Gebirgsgegend nördlich von Grenoble liegt. Orientiert an der einsiedlerischen Lebensweise der Mönche wird in der filmischen Darstellung kaum gesprochen; wiederholt werden Bildtafeln mit kurzen, bezeichnenden Bibelstellen gezeigt. Auf Filmmusik verzichtete Gröning ganz. Im gesamten Film sind nur die unmittelbaren Umgebungsgeräusche der jeweils gezeigten Szenen (wie zum Beispiel das Läuten der Stundenglocke des Klosters, das Knistern von Feuer im Holzofen einer Mönchszelle und vieles andere mehr) zu hören, sowie der Gesang der Mönche beim gemeinsamen Stundengebet und bei anderen von ihnen, gemeinschaftlich oder allein vollzogenen religiösen Riten. Im Rahmen eines solchen Ritus erklingt auch das erste gesprochene menschliche Wort im Film, nach etwa 20 Minuten Spielzeit.

## Hintergrund
Philip Gröning hatte 1984 die Idee zu diesem Film. Auf seine damalige Anfrage antwortete der Prior, die Zeit sei noch nicht reif. Erst 1999 bekam der Regisseur die Dreherlaubnis. Im Frühjahr und Sommer 2002 drehte Philip Gröning vier Monate, dann drei Wochen im Winter 2003. Er lebte während der Drehzeit bei den Kartäusern in einer Zelle. Der fertige Film hat eine Länge von 169 Minuten.
Aufgrund der Einschränkung, nur ohne Team im Kloster filmen zu dürfen, entschied sich Gröning für die Kombination von digitalen Aufnahmen im HDCAM-Format und analogem Super-8-Film.

## Auszeichnungen
- 2005: Preis der deutschen Filmkritik als Bester Dokumentarfilm
- 2006: nominiert als Bester Dokumentarfilm für den Deutschen Filmpreis 2006
- 2006: Preis des Sundance Film Festivals und nominiert für einen weiteren Preis
- 2006: Europäischer Filmpreis als bester Dokumentarfilm des Jahres. Die Jury der Europäischen Filmakademie begründete ihre Entscheidung wie folgt: „Philip Grönings nachdenklicher Film berührt die geheimnisvolle Welt des Glaubens und unser Bedürfnis nach Ruhe im Gegensatz zum modernen Leben.“[4]